# Schoneveld
Schoneveld (Scoeneveld) was een eiland en dorp dat lag in de huidige monding van de Westerschelde, tussen Walcheren en West-Zeeuws-Vlaanderen, en ten noorden van het voormalige eiland Wulpen. In 1375 is het eiland overstroomd en verdwenen. Een zandbank, genaamd Schoneveldszandbank, herinnert nog aan het eiland.

## Geschiedenis
Er is weinig bekend over het eiland Schoneveld dat ten noorden lag van het eiland Wulpen en Koezand. Ten tijde van de regering van Gwijde van Dampierre, graaf van Vlaanderen van 1278 tot 1305, stonden op het eiland een buitenhuis, een kerk, een kasteel en een pleziertuin. Er is ook melding gemaakt van een grafsteen in de Sint-Janskerk te Sluis, met daarop de naam Thomas van Scoeneveld, overleden op 7 januari 1417.
Tijdens de Stormvloed van 1375, in de nacht van 9 op 10 oktober, overstroomde het eiland. Hierna wordt het eiland niet meer vermeld, zodat aangenomen wordt dat het volledig verzwolgen werd door de zee en onbewoonbaar was geworden.
De restanten van het eiland zijn bekend als de Schoneveldszandbank. Op en nabij deze locatie vonden in 1673 de Eerste en Tweede slag bij het Schoneveld plaats, zeeslagen tussen de Frans-Engelse vloot en de Nederlandse vloot.
Door erosie zijn er geen archeologische restanten meer te vinden, alhoewel er sporadisch sporen worden gevonden van vroegere bewoning. Door een visser zijn er bronzen spelden uit de Frankische tijd opgevist.

## Trivia
Ten westen van Breskens ligt het vakantiepark Schoneveld dat naar het voormalige eiland is vernoemd. Daarnaast ligt in Dishoek de Schooneveldlaan en lag er aan de Schroeweg tussen Oost-Souburg en Middelburg ook een hofstede genaamd Schooneveld. 